# Božič
Bôžič je tradicionalni krščanski praznik, ki se praznuje 25. decembra kot spomin na rojstvo Jezusa Kristusa. Praznik zaključuje čas adventa in začenja božični čas, ki se v liturgičnem letu konča na nedeljo po Gospodovem razglašenju. V nekaterih pravoslavnih Cerkvah božič praznujejo s 6. na 7. januar zaradi uporabe julijanskega koledarja. 
V številnih državah je božič državni praznik ali dela prosti dan. Praznujejo ga tudi mnogi nekristjani in neverni, predvsem kot družinski praznik in del novoletnih počitnic.

## Pravopis in etimologija
Pravopisno pravilno se imena večine praznikov zapisujejo z malo začetnico, kar velja tudi za besedo božič. Zlasti v zasebni rabi se beseda božič pogosto zapisuje tudi z veliko začetnico, kar nekateri utemeljujejo s spoštovanjem do praznika ali tem, da gre za pomanjševalnico imena krščanskega boga, tj. Boga, kar se piše z veliko. Slovensko ime božič za praznik Jezusovega rojstva namreč izhaja iz pomena »majhen bog«. Podobno pomanjševalnico so uporabljali že Praslovani, ko so ob zimskem sončnem obratu praznovali rojstvo Svarogovega sina Svarožiča, ki je poosebljal Sonce, saj to v tem času doseže svojo najnižjo točko na obzorju.
Drugo ime za to praznovanje je koleda, ki je poznano tudi zahodnim in vzhodnim Slovanom. Ime prihaja iz »božični teden« ali »koledna pesem« in je prvotno izposojeno iz latinščine, kjer calendae in calāre pomenita »prvi dan v mesecu« in »klicati«. Iz besede koleda izhaja tudi kolednica, vrsta ljudske pesmi, ki se je za čas božiča in šego trikraljevskega koledovanje ohranila še do danes. Sicer pa se tovrstne pesmi pojejo tudi za jurjevo in druge priložnosti. Tretje ime, poznano vsem Slovanom, je kračun, ki kot pri prvi teoriji pomeni »kratki«. Beseda lahko da pomeni tudi »prihod«, kar ustreza latinskemu adventus. V Sloveniji se je spomin na praznik kračuna ohranil med drugim v priimkih. Slovanom je znan tudi ščodry večer (v različnih oblikah pri vzhodnih in zahodnih Slovanih) v pomenu radodarni ali velikodušni večer.

## Vsebina krščanskega božiča
Bistvo krščanskega božiča je praznovanje rojstva Jezusa Kristusa, ki je opisan v Novi zavezi kot izpolnitev mesijanskih prerokb. Kristjani verjamejo, da številni starozavezni odlomki napovedujejo prihod Mesije in da so se te napovedi uresničile v Jezusu.
Po zgodbi sta se Jožef in Marija odpravila v Betlehem v času, ko je bila Marija že visoko noseča. V Betlehemu nista mogla dobiti prenočišča, zato sta se zatekla v hlev. Tam je Marija rodila Jezusa in ga položila v jasli, ker druge postelje zanj nista imela.
Dogodek opisuje Evangelij po Luku z naslednjimi besedami:

Tiste dni je izšel ukaz cesarja Avgusta, naj se popiše ves svet. To popisovanje je bilo prvo v času, ko je bil Kvirinij cesarski namestnik v Siriji. In vsi so se hodili popisovat, vsak v svoj rodni kraj. Tudi Jožef je šel iz Galileje, iz mesta Nazareta, v Judejo, v Davidovo mesto, ki se imenuje Betlehem, ker je bil iz Davidove hiše in rodbine, da bi se popisal z Marijo, svojo zaročenko, ki je bila noseča. Ko sta bila tam, so se ji dopolnili dnevi, ko naj bi rodila. In rodila je sina, prvorojenca, ga povila in položila v jasli, ker v prenočišču zanju ni bilo prostora (Lk, 2,1–7).

V spomin na ta dogodek kristjani postavijo jaslice, ki so se začele postavljati v 13. stoletju, praznik pa praznujejo tudi z molitvijo in obiskom polnočnice. Navada pošiljanja voščilnic in okraševanja božičnega drevesca sicer izvira iz 19. stoletja.

### Datum krščanskega božiča
Natančni datum rojstva Jezusa Kristusa ni znan. Nekateri menijo, da je datum izbral cesar Konstantin, da se je ujemal z rimskim praznovanjem boga Sonca (sol invictus) in zimskim sončnim obratom, saj so tudi zgodnji kristjani Jezusa povezovali s soncem in simboliko luči (glej npr. Mal 4,2, Mt 17,2, Jn 8,12, Ef 5,14). Prvo zgodovinsko izpričano krščansko praznovanje božiča na 25. december je bilo v Rimu leta 336. Drugi izbiro datuma pripisujejo papežu Juliju I. in opozarjajo na vpliv rimskih saturnalij.
Koptska, jeruzalemska, ruska, srbska in gruzijska pravoslavna Cerkev božič praznujejo 7. januarja, ker še vedno uporabljajo julijanski koledar.

## Zgodovina
Praznovanje korenini še iz predkrščanskih časov, ko so mnoga ljudstva častila nastop zimskega solsticija, ko se dan začne ponovno daljšati in tako simbolizira zmago dobrega nad zlim. Čas torej, ko zima res zaživi v vsem svojem sijaju in sonce zmaga nad temo, je širom sveta že dolgo čas praznovanja. 

## Predkrščanska poganska čaščenja
Več stoletij pred Jezusovim rojstvom, so pogani na območju današnje Evrope častili svetlobo in rojstvo v najtemnejših dneh zime. Veselili so se zimskega solsticija, ker so se lahko nadejali daljših dni in toplote, ki jim jo bo naklonilo sonce.
V Skandinaviji so severnjaki (Skandinavci) slavili Yule oz. zimski solsticij, in sicer vse od 21. decembra ter skozi ves januar. Očetje in sinovi so kot priznanje, da se je sonce naposled vrnilo, nanosili drv in kuriva, ki so jih potem seveda sežgali. Ljudje so se nato gostili in praznovali vse dotlej, dokler ni ogenj dogorel oz. je zmanjkalo kuriva, kar je včasih trajalo tudi do 12 dni. Severnjaki so verjeli, da vsaka iskra ognja predstavlja novega pujska ali telička, ki se bo skotil v prihajajočem letu.
Konec decembra je bil idealen čas za praznovanje v drugih predelih Evrope. V tem času leta so zaklali večino živine, ki jim je tako pozimi ne bi bilo treba krmiti. Za mnoge je to bil edini čas v letu, ko so imeli na razpolago zaloge svežega mesa. Poleg tega je to bil tudi čas, ko je večina vina in piva, ki so ga proizvedli čez leto, fermentirala in so ga končno lahko zlili po žejnih grlih.
V Nemčiji so ljudje v času praznika sredi zime častili poganskega boga Odina. Ljudje so se tega boga nadvse bali, saj so verjeli, da je ponoči na svojih "preletih" opazoval ljudi in se potem odločal, koga bo nagradil in koga kaznoval. Zaradi njegove nočne prisotnosti so mnogi raje ostajali v varnem zavetju svojih hiš.

## Tradicionalne šege
V Sloveniji in na Hrvaškem je poznana šega kurjenja velikega kosa lesa, čoka, panja oziroma badnjaka, ki je moral goreti čim dlje. Šega je bila živa, dokler so v hišah obstajala odprta ognjišča. Čok je bil neke vrste hišni bog, saj so mu darovali vino, hrano in so iz njega tudi prerokovali. 
Kot kupalski kresovi poleti so bili ob božiču še v 20. stoletju živi tudi zimski kresovi. Šega izvira iz praznovanja zimskega sončnega obrata, ki je bilo naravna meja v tradicionalnem načinu življenja. Kresovi na naravne meje, božič, kupalo (kresni večer), jurjevo itd. so prežitek iz predkrščanske dobe. Podobne obrede so opravljali tudi v drugih krajih Evrope; v Litvi še danes imenujejo božič kalėdos, ki dobesedno pomeni »noč debla«, in ki zelo spominja na slovenski izraz »koledovanje«. Koledovanje je še danes poznano na podeželju. Vesela družba s petjem in plesom obiskuje domove, na kar jim domačini dajo darove. Pesmi, ki se pojejo v zimskem času od božiča in novega leta do konca zime, imenujemo kolednice.. Ponekod so bili koledniki tudi našemljeni.
Oj kole – kole – koledo
Leto lepo mlado!
Da bi nam pomnožilo
Našo ovčjo stado!
Oj kole – kole – koledo!

## Vsebina rodnovernega božiča
Slovanski rodnoverci praznujejo v času božiča zimski sončni obrat, ki ga imenujejo z različnimi tradicionalnimi imeni, kot so koleda, kračun, zimski kres, Svarožič ali pri južnih Slovanih, božič. Pri rodnovernih praznovanjih gre skozi sodobno interpretacijo za nadaljevanje predkrščanske tradicije. Pavel Medvešček je na podlagi ljudskega izročila ugotovil, da so se na Banjški planoti, v Posočju in Slovenski Istri staroverski obredi opravljali še vse do prve svetovne vojne; bili so strogo tajni, saj je krščanstvo staroverce preganjalo, zato so tudi staroverci na zunaj živeli kot kristjani.

## Božične navade po svetu

### ZDA
V novejšem času se na Slovenskem uveljavlja tudi druga oblika praznovanja božiča, ki ni povezana s krščanstvom. Ker gre za nov pojav, ki še nima uradnega imena. Imenujmo ga ameriški božič, ker je sem prišel iz Amerike.
Osrednja osebnost te oblike praznovanja božiča je Božiček, ki prinaša darila. Božiček v krščanstvu sploh ne obstaja in je svojo vizualno podobo dobil z oglasom Coca-Cole. V praksi je ameriški božič zelo potrošniško usmerjen praznik, povezan s kupovanjem velike količine daril, s pisanjem čim večjega števila voščilnic, s čim večjo božično jelko in z veliko okraski.
Nekateri Evropejci niso navdušeni nad ameriškim potrošniško usmerjenim božičem in si prizadevajo vrniti božiču evropsko podobo. V nemško govorečih deželah so v ta namen ustanovili gibanje "Weihnachtsmannfreie Zone" - gibanje za območje brez Božička. Zvečer imajo večerjo, gredo spat, zjutraj pa dobijo darila.